# Abelardo L. Rodríguez
Abelardo Luján Rodríguez, född 12 maj 1889 i Guaymas i Sonora, död 3 februari 1967 i La Jolla i Kalifornien, var en mexikansk politiker (PNR) som tjänstgjorde som president 1932–1934. Föregångaren Pascual Ortiz Rubio tvingades avgå på grund av motsättningar från den tidigare presidenten Plutarco Elías Calles, och Rodríguez, som var en viktig anhängare till Calles, valdes att efterfölja honom. Rodríguez genomförde bland annat omvalsreformen så att en politisk post inte kunde innehas av samma person efter val, införde minimilön och gav självständighet till Banco de México i valutakurshänseende.